# Tucker Max
Tucker Max (Lexington, 27 september 1975) is een Amerikaans auteur, blogger, scenarioschrijver en filmproducent. Hij is ook de veronderstelde stichter van het literaire genre fratire.
Max schrijft boeken in de vorm van korte verhalen, waarin hij zijn exorbitante levensstijl op papier zet. Zijn verhalen bestaan uit gedetailleerde anekdotische verhalen, die meestal draaien om drank en seks, samengesteld uit korte verhalen die verteld worden vanuit het oogpunt van de schrijver. Er worden thema's aangehaald, zoals de mening van de auteur over vrouwen, drank (vaak overmatig), het beledigen van mensen en gênante seksuele ontmoetingen.
Zijn website, TuckerMax.com, was de leidraad tot het schrijven van boeken. Deze website, die hij in 2002 als weddenschap opzette, ontving miljoenen bezoekers per maand.
Zijn eerste officiële boek, I Hope They Serve Beer in Hell, debuteerde op de eerste positie in de New York Times-bestsellerslijst in 2006 en staat al vanaf dit jaar elk jaar op deze lijst. Er zijn meer dan een miljoen exemplaren (anno 2011) wereldwijd verkocht, waaronder 400.000 exemplaren alleen al in 2009. Dankzij het succes van het boek werd I Hope They Serve Beer in Hell verfilmd in een gelijknamige speelfilm.
In 2010 bracht Max zijn tweede boek uit, Assholes Finish First, waarin hij tevens een aankondiging maakte voor zijn derde en vierde boek, Hilarity Ensues en Sloppy Seconds: The Tucker Max Leftovers, die worden uitgebracht in 2012.

## Filmografie
| Schrijver | Schrijver                      | Schrijver                 |
| Jaar      | Film                           | Opmerkingen               |
| --------- | ------------------------------ | ------------------------- |
| 2009      | I Hope They Serve Beer in Hell | Co-schrijver: Nils Parker |

| Producent | Producent                      | Producent   |
| Jaar      | Film                           | Opmerkingen |
| --------- | ------------------------------ | ----------- |
| 2009      | I Hope They Serve Beer in Hell |             |